# Stegastes variabilis
Stegastes variabilis, comumente conhecido como donzela-cacau-do-sul, donzela-cacau-brasileira ou donzelinha é uma espécie de peixe-donzela da família Pomacentridae,  encontrada em recifes de coral no Oceano Atlântico ocidental e na costa do Brasil.

## Taxonomia
O nome do gênero origina-se do grego stegastos, que significa coberto. Antigamente, era considerado coespecífico com Stegastes xanthurus, mas foi descoberto que a população caribenha é geneticamente muito distinta da brasileira.
A espécie foi descrita em 1855 por François-Louis Laporte, comte de Castelnau. 

## Descrição
A donzela-cacau-brasileira é um peixe com até cerca de 12,5 centímetros de comprimento. O topo da cabeça apresenta várias listras azuis. A parte superior do corpo é geralmente marrom-escura  a azul e amarela na parte inferior. Os lados são finamente barrados com linhas escuras obliquamente verticais. O peixe possui duas duas pequenas manchas pretas, uma acima das nadadeiras peitorais e a outra no topo do pedúnculo caudal. A grande barbatana dorsal tem 12 espinhas e 14 a 17 espinhas moles. A barbatana anal tem dois espinhas e 12 a 15 espinhas moles. A barbatana caudal é superficialmente bifurcada e possui lóbulos arredondados.

## Distribuição e habitat
A donzela-cacau-brasileira é encontrada no Atlântico ocidental, no Brasil.  É um peixe marinho e associado a recifes, que não migram e têm uma amplitude de profundidade de 0 a 30 m. 

## Ecologia e comportamento

### Alimentação
Os animais adultos alimentam-se principalmente de algas bentônicas, mas também de esponjas, ascídias e anêmonas. Os os juvenis alimentam-se de invertebrados como copépodes harpacticóides e nemerteanos.

### Reprodução
Na época de reprodução, a fêmea põe os ovos no fundo do mar, onde eles ficam presos a conchas vazias, pedras ou outros objetos, sendo, então, fertilizados pelo macho. Ele então os guarda, areja-os e afasta os intrusos.